# 최미나수
최미나수(崔美娜秀, 본명: 미나 수 최(영어: Mina Sue Choi), 1999년 2월 22일~)는 대한민국의 모델이다. 소속사는 글로벌이앤비이다. 2022년 미스 어스에서 우승을 차지했으며 세계 4대 미인 대회(미스 월드, 미스 유니버스, 미스 인터내셔널, 미스 어스)에서 최초로 우승한 대한민국인이기도 하다.

## 경력
최미나수는 1999년 2월 22일에 오스트레일리아 시드니에서 태어났다. 7세 시절에 가족들과 함께 대한민국으로 이주하여 학교 교육을 받았고 나중에 캐나다, 미국, 중국으로 이주했다. 최미나수는 미국 일리노이 대학교 어배너-섐페인에서 커뮤니케이션학을 전공했다.
최미나수는 2021년 10월 15일에 열린 미스코리아 경기-인천 예선에서 진(眞, 1위)에 입상하여 본선에 진출했다. 같은 해 11월 16일에 열린 제65회 미스코리아 본선에서는 선(善, 2위)에 입상했는데 코로나19 범유행 상황을 고려하여 경기도 파주시에 위치한 화유당 스튜디오에서 무관중 사전 녹화 형식으로 진행되었다. 2022년에는 채널A에서 방송된 예능 프로그램 《입주쟁탈전 : 펜트하우스》에 출연하여 7위를 차지했다.
최미나수는 2022년 11월 29일에 필리핀 파라냐케에 위치한 오카다 마닐라(Okada Manila) 호텔에서 열린 미스 어스 2022에서 대한민국 대표로 참가했다. 이 대회에서는 86개 국가 및 지역 대표가 참가했다. 최미나수는 수영복 경연 아시아·오세아니아 지역 1위, 비치웨어 경연 에어(Air) 그룹 1위, 롱가운 드레스 경연 에어(Air) 그룹 1위, 리조트웨어 경연 에어(Air) 그룹 3위, 2022년 미스 멕시코 팜팡가(Miss Mexico Pampanga, 에어(Air) 그룹 특별상)를 차지했다.
최미나수는 결승 라운드가 열리는 동안에 수영복과 이브닝 가운을 포함한 모든 라운드를 통과했다. 해시태그 부분에서는 톱 8을 향해 가면서 "#Loyalty"(#충성)를 받았는데 다음과 같은 소감을 밝혔다.
"저는 우리가 지구라고 불리는 이 하나의 행성에 살고 거주하기 때문에 우리가 사랑하는 사람들, 특히 우리의 지구에 충성하는 것이 매우 중요하다고 생각합니다. 저는 충성심을 가지고 우리가 환경뿐만 아니라 그 이상으로 이 세상을 돕기 위해 전 세계적으로 집단적으로 마음을 공유하기 위해 더 잘 할 수 있다고 믿습니다. 왜냐하면 지구에는 본질적으로 관련된 것들이 너무 많기 때문입니다. 사회적, 정치적, 역사적 문제들, 그리고 전쟁도요. 그러니 우리 서로 의리를 지키며 사랑을 나누자고요."

톱 4에 오른 최미나수는 동료들과 함께 사회자의 질의응답 과정에서 "이 세상에서 바꾸고 싶은 한 가지는 무엇이며 어떻게 바꿔 나갈 것인가?"라는 질문을 받았다. 최미나수는 다음과 같이 대답했다.
"만약 내가 이 세상에서 바꿀 것이 있다면 그것은 강조될 것입니다. 우리는 종종 친절함을 공감하는 것으로 착각하지만 공감하는 것은 다른 사람의 입장이 되는 것이며 기후 문제와 이 세상의 다른 문제에 관해서는 공감해야 합니다. 당신은 정말로 다른 사람들이 이 세상을 어떻게 인식하는지 볼 필요가 있습니다. 당신은 그들의 입장이 되어 그들의 고통을 이해할 필요가 있으며 자신이 공감하고, 친절하고, 공감하는 것은 처음과 다를 수 있다는 것을 느낄 필요가 있습니다."

최미나수는 대회 말미에 우승을 차지하는 영예를 안았는데 2021년 미스 어스 우승자인 벨리즈의 데스티니 와그너로부터 왕관을 물려받았다. 세계 4대 미인 대회 가운데 하나인 미스 어스에서 대한민국 대표가 우승한 것은 최미나수가 처음이다.

## 출연
- 2022년 채널A 《입주쟁탈전 : 펜트하우스》